# Warner River (Laurent River)
Der Warner River ist ein Fluss im Westen von Dominica im Parish Saint Paul.

## Geographie
Der Warner River entspringt am Nordhang des Morne Trois Pitons bei Pont Cassé, zusammen mit seinem Nachbarn River Deux Branches, in den er nach wenigen Kilometern mündet. Er grenzt an das Einzugsgebiet des westlich benachbarten Pagayer Rivers und verläuft nach Norden. Bei Pagayer mündet er von Westen und links in den River Deux Branches.